# Выступление паломников в Махачкале (1991)
Выступление паломников в Махачкале — митинг верующих мусульман из разных частей Дагестана, собравшихся на центральной площади в Махачкале в июне 1991 года с требованием к государству снизить расходы людей на паломничество в Мекку (хадж) с 30 тысяч рублей до 3-х.

## Предыстория
В 1989 году впервые после 70-летнего перерыва было разрешено совершать паломничество в Мекку, куда за этот год успели отправиться 4 дагестанца. В следующем году из-за дороговизны поездки люди потребовали у государства снижения расходов. Саудовская Аравия также объявила о предоставлении специальных льгот для паломников из Дагестана.
В Москву была отправлена делегация с требованиями принять решение не приравнивать паломничество к обычной турпоездке, установив льготы на покупку авиабилетов. Ответных мер не предприняли. В 1990 году удалось отправиться в паломничество уже 346 дагестанцам.

## Протест
В начале лета 1991 года несколько сотен человек собрались на главной махачкалинской площади с требованием уменьшить плату за проезд в Саудовскую Аравию с 30 тысяч рублей до 3-х. Местные республиканские руководители, не имевшие полномочий решать подобные вопросы, согласились с требованиями и решили частично уменьшить затраты из средств республиканского бюджета, урезав стоимость до 13–15 тысяч рублей. Не удовлетворившись этим, прямо на парадной лестнице здания правительства и Верховного Совета протестующие организовали митинг, проходивший более двух недель.
Выступления звучали непрерывно с утра до вечера, они были адресованы: Муху Алиеву, Абдуразаку Мирзабекову и Магомадали Магомедову.
Узнав, что первый самолет в Саудовскую Аравию готовится к вылету, часть паломников воспользовалась льготами от правительства и стала готовиться к отъезду, оставив протест, большинство же — люди, не имевшие финансовые возможности, пошли в аэропорт и попытались перекрыть взлетную полосу. Попытки пробиться не удались, они вернулись на площадь, вечером несколько сотен человек попытались взять штурмом главное правительственное здание.
Для охраны здания подтянули воинские соединения. Милиция попыталась с помощью водометов остановить протестующих, в ответ со стороны паломников посыпались камни и железные прутья.
Прозвучали предупредительные выстрелы в воздух, однако пули, отскочив от металлического козырька здания, попали в толпу. Несколько человек были ранены, а один убит. Началась паника, толпа была рассеяна. В городе объявили чрезвычайное положение.
Один из руководителей протеста Хасбулат Хасбулатов был арестован. После хаджа на площади столицы был организован митинг в защиту Хасбулатова. В августе, после путча ГКЧП, он был освобожден.

## Последствия
В том году паломничество совершили уже более 1 тысяч дагестанцев. В 1992 году 6318, в 1993 – более 6 тысяч, в 1994 – 7600, в 1995 – 9469, в 1996 и 1997 – 12 563 и 12 208, в 1998 – 13 268.